# Vogal posterior aberta não arredondada
A vogal posterior aberta não-arredondada ou vogal posterior baixa não-arredondada é um tipo de som vocálico usado em algumas línguas faladas. Possui som semelhante ao "ah aberto" português, porém, a única diferença está no ponto de articulação que é mais para trás na boca (ao contrário do "ah aberto" português que possui o ponto de articulação à frente da boca). O símbolo no alfabeto fonético internacional para este som é ɑ, e no X-SAMPA é A. A letra ɑ é chamada de script, uma vez que constitui-se num "a" minúsculo sem o "gancho" na parte superior. Diferentemente, a letra "a" no AFI representa a vogal anterior aberta não-arredondada. Deve-se tomar o cuidado de não confundir o símbolo ɑ com ɒ. Este último consiste-se na letra ɑ girada 180°,  e representa a vogal posterior aberta arredondada.

## Características
- Seu timbre vocálico é aberto, o que significa que a língua é posicionada o mais longe possível do céu da boca.
- Seu ponto de articulação é posterior, pois a língua se posiciona o mais atrás possível dentro da boca, sem criar uma constrição que a classificaria como consoante.
- Não é uma vogal arredondada, pois os lábios não se arredondam para produzi-la.

## Ocorrências
| Idioma      | Idioma                                | Palavra   | AFI        | Significado                                                                               | Observações |
| ----------- | ------------------------------------- | --------- | ---------- | ----------------------------------------------------------------------------------------- | --- |
| Africâner   | Padrão                                | dar       | [dɑːr]     | 'ali'                                                                                     | Ver fonologia do africâner |
| Árabe       | Padrão                                | طويل      | [tˤɑˈwiːl] | 'alto'                                                                                    | Alofone de /a/ breve e longo próximo a consoantes enfáticas, dependendo do sotaque do falante. Ver fonologia do árabe                                              |
| Armênio     | Leste da Armênia                      | հաց       | [hɑt͡sʰ]    | 'pão'                                                                                     | |
| Catalão     | Muitos dialetos                       | pal       | [ˈpɑɫ]     | 'pau'                                                                                     | Alofone de /a/ em contato com consoantes velares. |
| Catalão     | mà                                    | [ˈmɑ]     | 'mão'      | ([ɑ̟], [ä]) mais centralizados em outros dialetos; no dialeto de Maiorca é anterior ([a]). | |
| Catalão     | Alguns falantes de Maiorca e Valência | lloc      | [ˈl̠ʲɑk]    | 'lugar'                                                                                   | Alofone não-arredondado de /ɔ/ em alguns sotaques. Pode ser centraliazado.                                                                                         |
| Catalão     | Alguns falantes do sul de Valência    | bou       | [ˈbɑw]     | 'boi'                                                                                     | Pronúncia da vogal /ɔ/ antes de [w]. Também pode ser centralizada.                                                                                                 |
| Chinês      | Mandarim                              | 棒 (bàng) | [pɑŋ˥˩]ⓘ   | 'pau'                                                                                     | Alofone de /a/ antes de /u, ŋ/. Ver fonologia do chinês mandarim                                                                                                   |
| Dinamarquês | Pronúncia conservadora                | barn      | [ˈb̥ɑːˀn]   | 'criança'                                                                                 | Quase-aberta; pronunciada como uma central aberta [äː] no dinamarquês moderno padrão.                                                                              |
| Holandês    | Padrão                                | bad       | [bɑt]      | 'banho'                                                                                   | O ponto de articulação varia entre dialetos. No sotaque neerlandês padrão, é totalmente posterior. No sotaque belga padrão é anterior, com elevação da língua [ɑ̝̈]. |